# 船橋市立田喜野井小学校
船橋市立田喜野井小学校（ふなばししりつ たきのいしょうがっこう）は、千葉県船橋市田喜野井四丁目にある公立小学校。通称は「田喜小」（たきしょう）である。